# 花巻市立桜台小学校
花巻市立桜台小学校（はなまきしりつ さくらだいしょうがっこう）は、岩手県花巻市下幅にある市立小学校。旧花巻小学校および旧制の岩手県立花巻中学校の跡地に設立した経緯を持つ。

## 沿革
この節の出典
- 1979年（昭和54年）
  - 4月1日 - 開校。
  - 4月10日 - 開校式を挙行。開校時点の児童数は635人。
  - 6月5日 - 校章を決定。
  - 11月2日 - 校歌を制定。
- 1980年（昭和55年）9月14日 - 開校1周年記念式典を挙行し、校旗を樹立。
- 1982年（昭和57年）10月 - 学術的に貴重な昆虫の化石を発見（発見者は4年生）。
- 1983年（昭和58年）10月 - 学術的に貴重な1千万年前の昆虫の化石を発見（発見者は4年生）。
- 1984年（昭和59年）3月6日 - 桜台音頭を制作。
- 1985年（昭和60年）10月12日 - 理科教育優良校としてソニー理科教育振興団から表彰。
- 1986年（昭和61年）10月 - 学術的に貴重な500万年前の魚の化石を発見（発見者は4年生）。
- 1988年（昭和63年）11月12日 - 学校創立10周年記念式典を挙行し、記念碑「桜雲台」を建立。
- 1991年（平成3年）
  - 1月30日 - 南前増築校舎（普通教室5、昇降口他）を落成。
  - 2月22日 - 増築校舎落成記念式典を挙行。
- 1995年（平成7年）3月31日 - 学校給食共同調理場を廃止。
- 1996年（平成8年）10月 - 賢治生誕100年記念学習発表会を開催。
- 1998年（平成10年）
  - 11月1日 - 学校創立20周年記念式典を挙行。
  - 11月29日 - 新体育館を使用開始。
- 2000年（平成12年）
  - 2月26日 - 屋内運動場改築記念式典と祝賀会を開催。
  - 10月8日 - しだれ桜の記念植樹と創立30周年記念碑を建立。
  - 11月1日 - 学校創立30周年記念学習発表会と記念式典を開催。
- 2004年（平成16年） - 県教育委員会より少人数学級研究指定校に指定され、4年生のクラスを35人学級に編成（翌年度まで）[2]。
- 2009年（平成21年）2月1日 - 図書館の貸出・返却をコンピュータで管理開始。
- 2013年（平成25年）7月14日 - トイレ洋式化工事を実施。
- 2017年（平成29年）3月 - プールを改修。特別支援学級2教室分を増設。
- 2018年（平成30年）10月20日 - 学校創立40周年記念学習発表会と記念式典を開催。

## 学校活動
主な行事を掲載。
- 4月 - 新任式、始業式、入学式
- 5月 - 運動会
- 6月 - 6年修学旅行、プール開き、避難訓練
- 7月 - 終業式、夏休み、水泳記録会
- 8月 - 始業式、身体測定、風のセミナー
- 9月 - 花巻祭り、避難訓練、陸上記録会
- 10月 - 市内音楽発表会、学習発表会
- 11月 - 授業参観
- 12月 - 終業式、冬休み
- 1月 - 始業式、身体測定、
- 2月 - 授業参観、体験入学
- 3月 - 6年生を送る会、修了式、卒業式、離任式

## アクセス
- JR東日本東北本線・釜石線花巻駅（東口）から、徒歩約710m・約11分。